# University of Cambridge Museums

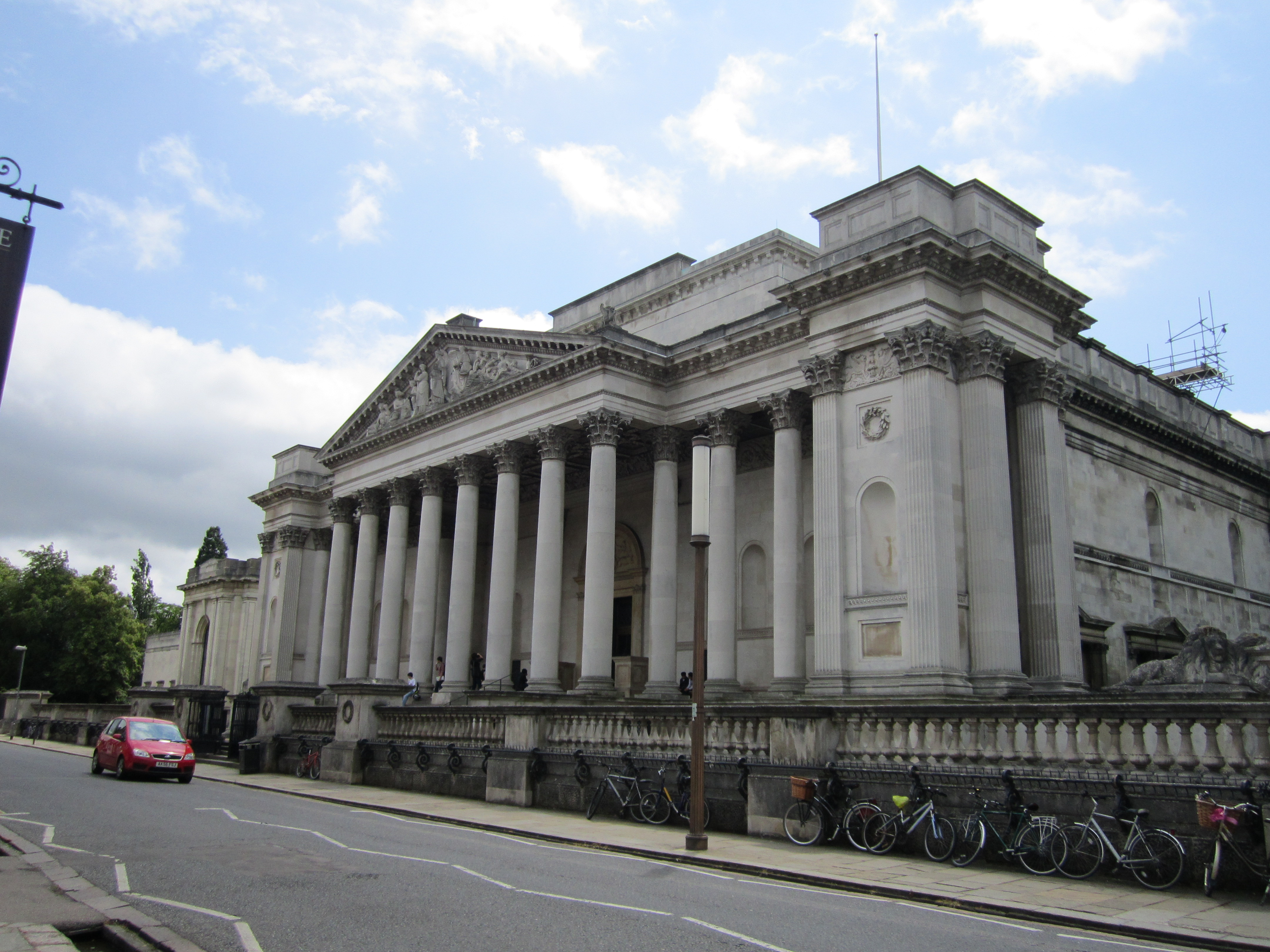
El Museo Fitzwilliam, uno de los ocho museos del consorcio.

University of Cambridge Museums (en español: Museos de la Universidad de Cambridge) es un consorcio de ocho museos de la Universidad de Cambridge creado en 2012 con la concesión de su estatus de «Major Partner Museums» por el Consejo de Artes de Inglaterra. El consorcio trabaja en colaboración con el Jardín Botánico de la Universidad de Cambridge y otras colecciones de la universidad.
Forman parte del consorcio los siguientes museos:
- Museo Fitzwilliam
- Museo de Arqueología y Antropología
- Museo Polar
- Museo Sedgwick de Ciencias de la Tierra
- Museo de Arqueología Clásica
- Museo Whipple de Historia de la Ciencia
- Kettle's Yard
- Museo de Zoología